# 肯纳 (路易斯安那州)
肯纳（Kenner, Louisiana），美国路易斯安那州杰佛逊县一城市，位于新奥尔良市近郊。面积39.4平方公里，2000年美国人口普查为70,517人口。该市于1855年建立。